# 地心座標時
地心座標時（ちしんざひょうじ、TCG: フランス語: Temps-coordonnée géocentrique）は、地球の歳差、章動、衛星（月）、人工衛星に関する全ての計算において時間の独立変数として使用することを目的とした座標時の時刻系である。これは、地球の中心と共動する座標系に対して静止している時計が刻む固有時と等価である。この時計は、地球と全く同じ動きをするが、地球の重力井戸の外にある時計である。従って、地球の重力による時間の遅れの影響を受けない。
TCGは、1991年に国際天文学連合(IAU)の第21回総会勧告3によって定義された。それは、定義が不定義な太陽系力学時(TDB)の代替案のの1つとして意図されていた。TCGは、以前の天文学的時間尺度とは異なり、一般相対性理論に基づいて定義されている。TCGと他の相対論的時間尺度との関係は、完全な一般相対論的計量テンソルで定義される。 
TCGの基準系は地球の表面とともに回転せず、地球の重力ポテンシャルの中にはないので、TCGの歩度は地球表面の時計よりも約7.0×10−10の因子（約22ミリ秒/年）だけ速い。従って、TCGを使用した計算で使用される物理定数の値は、通常の物理定数の値とは異なる（伝統的な値はある意味で間違っており、時間尺度の違いを修正を組み込んだものである）。既存のソフトウェアの大部分をTDBからTCGに変更するのは大変な作業であり、2002年現在でも何らかの形でTDBが使われ続けている。
TCG尺度上の時間座標は、地球の回転に基づく不均一な時間基準から持ち越された、慣習的に日を指定する従来の手段を用いて指定される。具体的には、ユリウス通日とグレゴリオ暦の両方が使用される。その前身の天体暦(ET)との連続性のために、TCGはユリウス通日 2443144.5(1977-01-01T00Z)のあたりでETと一致するように設定された。より正確には、TCGにおける 1977-01-01T00:00:32.184 の瞬間は、国際原子時(TAI)における 1977-01-01T00:00:00.000 の瞬間に正確に対応すると定義されている。これは、TAIに重力による時間の遅れの修正を導入した瞬間でもある。
TCGはプラトン的な時間尺度である。理論上の理想であり、特定の現示に依存しない。実用的な目的のためには、TCGを地球上の実際の時計によって現示しなければならない。地球時(TT)とTCGとの間には線形関係があるため、TTを現示する方法はTCGにも適用できる。関係の詳細とTTの現示方法については、地球時の項目を参照。
太陽系座標時(TCB)は、地球軌道を超えた太陽系に関する計算に使用されるTCGの類似物である。TCGは、TCBと線形関係にならないように、TCBとは異なる参照系によって定義される。長期的に見ると、TCGはTCBよりも約1.6×10−8の因子（約0.5秒/年）遅れている。さらに、地球が太陽系内を移動するにつれて、周期的な変動がある。地球が1月に近日点に近づくと、TCGの歩度は平均よりもゆっくりになる。太陽の重力井戸の深さによる（重力による）時間の遅れと、太陽に対してより速く動くことによる（速度による）時間の遅れのためである。7月の遠日点では逆の結果が得られ、TCGは平均よりも速くなる。